# Ammophila regina
Ammophila regina är en biart som beskrevs av Menke 1964. Ammophila regina ingår i släktet Ammophila och familjen grävsteklar. Inga underarter finns listade i Catalogue of Life.